# Saibai
Saibai è un centro abitato dell'isola di Saibai Island.
La popolazione è per il 70% indigena da isolani dello Isole dello Stretto di Torres, 25% Papua e 5% australiani bianchi, la popolazione è divisa tra il villaggio omonimo e quello di Churum. 
Nel 2006 Saibai aveva 337 abitanti. 